# 神石高原町
神石高原町（じんせきこうげんちょう）は、広島県の中東部に位置し岡山県と境を接する町。

## 地理
吉備高原町域は概ね標高400～700mの高原地形に位置しており、玄武岩と赤土層（備北層群）から成る。一部は石灰岩質のカルスト台地を形成し、この付近を流れる河川は渓谷を刻み景勝ではあるが、古来から交通の障害になっていた。この周辺の高原地帯は通称神石高原と呼ばれるようになった。この名称を組織名として最初に使用したのはJA神石高原（当時：現在のJA福山市）である。
仙養ヶ原旧油木町-豊松村に跨る標高700メートル前後の美しい高原地帯。昔は牛の放牧に使用され、戦前-戦中には福山市にあった大日本帝国陸軍歩兵第41連隊の演習場にも使用された。現在は農地、観光施設、芸術村、ゴルフ場に使用されている。
帝釈峡町の北部にある渓谷美が有名な景勝地。国定公園に指定されている。
成羽川一級河川高梁川支流。新成羽川ダムの貯水域（備中湖）として広島県に掛かる。神石高原町に関連する主な支流は仁吾川、天田川、細谷川、帝釈川。
帝釈川一級河川成羽川支流。途中に帝釈川ダム（神龍湖）がある。神石高原町に関連する主な支流は福桝川、高光川。
福桝川帝釈川支流。木津和地区が源。主な支流は阿下川、安田川、大谷川、間瀬川。
高光川帝釈川支流。神龍湖に注ぐ。福永地区が源。主な支流は青井谷川、本郷川、宮地川。
小田川一級河川高梁川支流。合流しているのは倉敷市。福山市境界で猿鳴峡を形成。光信地区付近が源。神石高原に関連する主な支流は矢川、下原川（竜頭の滝あり）。
その他の河川江の川水系（領家川→田総川→馬洗川、亀谷川→田総川→馬洗川）、芦田川水系（藤尾川→神谷川、父尾川→神谷川、階見川→矢多田川）
大行山標高881m、町内最高峰。小行山（822m）とふたこぶの峰を成す。
京山標高872m、町内第2位。大行山と隣接。連続する尾根は北東へ伸び、庄原市東城町の御神山（889m）へと達する。
星居山標高835m、町内第3位。孝徳天皇が当地の独特の流星を見るために数日滞在し、命名した。
その他
- 700mを超える主な山は、龍王山（768m）、櫛山（742m）、仙養山（742m）、猪辻山（731m）、須子山（714m）
- 西から影信山（三次市） - 龍王山 - 星居山 - 仙養山 - 弥高山（高梁市）と、山頂が一直線に並ぶ。

- 北端：N34-51-30, E133-13-06
- 南端：N34-38-00, E133-18-59
- 東端：N34-48-02, E133-22-54
- 西端：N34-47-28, E133-08-15

森林セラピー基地認定地域。

### 気候
ケッペンの気候区分では温暖湿潤気候（Cfa）に属する。
瀬戸内海式気候ともされている。
| 油木（1991年 - 2020年）の気候      | 油木（1991年 - 2020年）の気候 | 油木（1991年 - 2020年）の気候 | 油木（1991年 - 2020年）の気候 | 油木（1991年 - 2020年）の気候 | 油木（1991年 - 2020年）の気候 | 油木（1991年 - 2020年）の気候 | 油木（1991年 - 2020年）の気候 | 油木（1991年 - 2020年）の気候 | 油木（1991年 - 2020年）の気候 | 油木（1991年 - 2020年）の気候 | 油木（1991年 - 2020年）の気候 | 油木（1991年 - 2020年）の気候 | 油木（1991年 - 2020年）の気候 |
| 月                                 | 1月                           | 2月                           | 3月                           | 4月                           | 5月                           | 6月                           | 7月                           | 8月                           | 9月                           | 10月                          | 11月                          | 12月                          | 年                            |
| ---------------------------------- | ----------------------------- | ----------------------------- | ----------------------------- | ----------------------------- | ----------------------------- | ----------------------------- | ----------------------------- | ----------------------------- | ----------------------------- | ----------------------------- | ----------------------------- | ----------------------------- | ----------------------------- |
| 最高気温記録 °C （°F）             | 14.7 (58.5)                   | 18.7 (65.7)                   | 22.3 (72.1)                   | 28.3 (82.9)                   | 30.5 (86.9)                   | 32.1 (89.8)                   | 34.6 (94.3)                   | 34.9 (94.8)                   | 33.9 (93)                     | 28.2 (82.8)                   | 24.3 (75.7)                   | 18.6 (65.5)                   | 34.9 (94.8)                   |
| 平均最高気温 °C （°F）             | 4.7 (40.5)                    | 6.0 (42.8)                    | 10.5 (50.9)                   | 16.5 (61.7)                   | 21.4 (70.5)                   | 24.1 (75.4)                   | 27.6 (81.7)                   | 28.8 (83.8)                   | 24.7 (76.5)                   | 19.1 (66.4)                   | 13.3 (55.9)                   | 7.3 (45.1)                    | 17.0 (62.6)                   |
| 日平均気温 °C （°F）               | 0.0 (32)                      | 0.7 (33.3)                    | 4.2 (39.6)                    | 9.8 (49.6)                    | 14.8 (58.6)                   | 18.8 (65.8)                   | 22.8 (73)                     | 23.4 (74.1)                   | 19.2 (66.6)                   | 12.9 (55.2)                   | 7.0 (44.6)                    | 2.0 (35.6)                    | 11.3 (52.3)                   |
| 平均最低気温 °C （°F）             | −4.2 (24.4)                   | −4.1 (24.6)                   | −1.7 (28.9)                   | 2.7 (36.9)                    | 8.1 (46.6)                    | 13.8 (56.8)                   | 18.7 (65.7)                   | 19.2 (66.6)                   | 14.7 (58.5)                   | 7.5 (45.5)                    | 1.6 (34.9)                    | −2.4 (27.7)                   | 6.2 (43.2)                    |
| 最低気温記録 °C （°F）             | −13.4 (7.9)                   | −16.3 (2.7)                   | −10.9 (12.4)                  | −6.6 (20.1)                   | −3.0 (26.6)                   | 2.3 (36.1)                    | 7.9 (46.2)                    | 9.8 (49.6)                    | 0.8 (33.4)                    | −3.6 (25.5)                   | −5.9 (21.4)                   | −11.3 (11.7)                  | −16.3 (2.7)                   |
| 降水量 mm （inch）                 | 46.5 (1.831)                  | 52.9 (2.083)                  | 96.6 (3.803)                  | 104.5 (4.114)                 | 137.1 (5.398)                 | 177.8 (7)                     | 225.5 (8.878)                 | 136.9 (5.39)                  | 170.7 (6.72)                  | 100.0 (3.937)                 | 65.0 (2.559)                  | 55.1 (2.169)                  | 1,365.9 (53.776)              |
| 平均降水日数 （≥1.0 mm）           | 7.8                           | 8.7                           | 10.9                          | 9.6                           | 10.4                          | 11.8                          | 11.6                          | 9.4                           | 9.9                           | 7.6                           | 7.5                           | 8.8                           | 114.1                         |
| 平均月間日照時間                   | 107.8                         | 119.0                         | 165.6                         | 191.2                         | 210.5                         | 153.1                         | 156.2                         | 187.8                         | 146.8                         | 168.8                         | 140.0                         | 118.4                         | 1,867.8                       |
| 出典1：Japan Meteorological Agency |                               |                               |                               |                               |                               |                               |                               |                               |                               |                               |                               |                               |                               |
| 出典2：気象庁                      |                               |                               |                               |                               |                               |                               |                               |                               |                               |                               |                               |                               |                               |

## 人口
神石高原町は、広島県のなかでも特に人口減少が著しい町でもある。
| |                                            |  |
| 神石高原町と全国の年齢別人口分布（2005年） | 神石高原町の年齢・男女別人口分布（2005年） |  |
| ■紫色 ― 神石高原町 ■緑色 ― 日本全国 | ■青色 ― 男性 ■赤色 ― 女性                  |  |
| 神石高原町（に相当する地域）の人口の推移 \| 1970年（昭和45年） \| 19,479人 \| \| \| 1975年（昭和50年） \| 17,114人 \| \| \| 1980年（昭和55年） \| 15,732人 \| \| \| 1985年（昭和60年） \| 14,834人 \| \| \| 1990年（平成2年） \| 14,016人 \| \| \| 1995年（平成7年） \| 13,218人 \| \| \| 2000年（平成12年） \| 12,512人 \| \| \| 2005年（平成17年） \| 11,590人 \| \| \| 2010年（平成22年） \| 10,350人 \| \| \| 2015年（平成27年） \| 9,217人 \| \| \| 2020年（令和2年） \| 8,250人 \| \| |                                            |  |
| 総務省統計局 国勢調査より |                                            |  |
| 1970年（昭和45年） | 19,479人                                   |  |
| 1975年（昭和50年） | 17,114人                                   |  |
| 1980年（昭和55年） | 15,732人                                   |  |
| 1985年（昭和60年） | 14,834人                                   |  |
| 1990年（平成2年） | 14,016人                                   |  |
| 1995年（平成7年） | 13,218人                                   |  |
| 2000年（平成12年） | 12,512人                                   |  |
| 2005年（平成17年） | 11,590人                                   |  |
| 2010年（平成22年） | 10,350人                                   |  |
| 2015年（平成27年） | 9,217人                                    |  |
| 2020年（令和2年） | 8,250人                                    |  |

## 概要
- 町域は広島県の中東部に位置し、同じ吉備高原上にある岡山県備中地方北部に接しているため、隣接の岡山県高梁市の備中町や成羽町、川上町、井原市芳井町との歴史的風習や文化も非常に似通い、鉱業や農畜産業などの産業連携も深い。

## 歴史

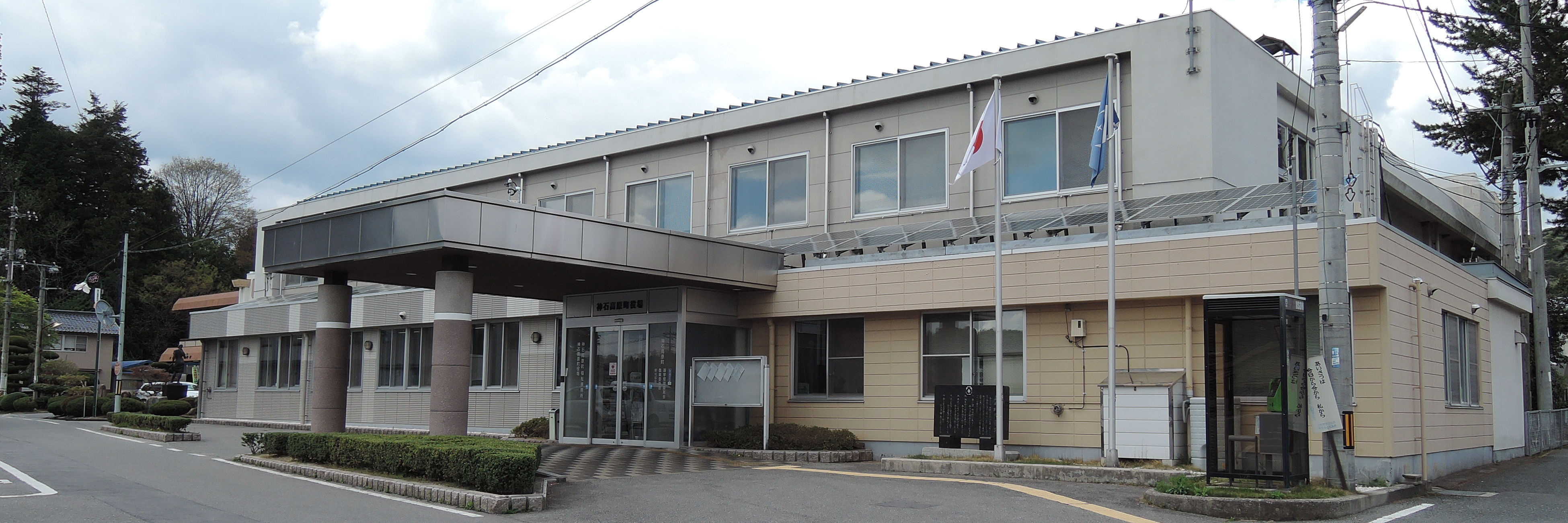
旧神石高原町役場

- 1619年 - 徳川家康の従兄弟水野勝成が西国鎮衛の役目を命じられ、備後国東南部・備中国西南部の十万石に転封。神石郡もほぼ全域が領地に含まれる。
- 1698年 - 5代福山藩主水野勝岑死去により無嗣除封　以降、一部が福山藩領のままだったが、大半が豊前中津藩（現在の大分県中津市）の飛領や天領となる。
- 1868年 - 明治維新。神石郡の一部が倉敷県の飛地となる。
- 1871年 - 廃藩置県により 中津藩から中津県となる。さらに深津県となる。深津県は翌1872年小田県と改称する。
- 1876年 - 小田県は岡山県に合併。翌1877年神石郡は岡山県から広島県に属す。
- 1889年 - 神石郡内各地で町制、村制が施行される。
- 1956年 - 神石郡は油木町、神石町、三和町、豊松村の4町村体制となる。
- 2001年5月 - 任意団体「神石郡四町村合併協議会」が油木町に設置され、合併の準備が本格化する。
- 2002年7月 - 法定協議会「神石郡合併協議会」が発足し、2年後の合併に向けた具体的協議が始まる。
- 2004年11月 - 神石郡内の4町村（油木町、神石町、豊松村、三和町）が対等合併し、神石高原町となる。この結果、広島県から村が消滅した。[4]
- 2004年12月 - 旧油木町出身の牧野雄光が初めての町長選挙で他の2候補を破って当選、初代町長に就任する。同日に行われた議会議員選挙で18名の議員も決定する。
- 2005年9月 - 神石高原町発足イベントが行われる。会場は当時町有となっていたウインズコートホテル。
- 2007年2月～6月 - 油木地区を中心に26件にもわたる不審火が連続して発生、多くの恒例行事が中止される。2008年10月現在も全ては解決に至っていない。
- 2008年11月 - 2回目の町長選挙および町議会議員一般選挙が告示され、牧野が無投票で再選。15名の立候補者から14名の議員が決定する。
- 2011年4月 - 学校配置適正化により三和小学校、高蓋小学校、二幸小学校を廃校。町立三和小学校を新設する。
- 2011年4月 - 情報システム「神石高原かがやきネット」が発足。CATV機能を含めたデジタル情報端末がほぼ全戸、全施設に配置される。
- 2017年9月 - 楽天と就農支援などでの連携協定を結ぶ[5]。
- 2021年10月14日 - 役場新庁舎が完成し移転[6]。

## 行政
- 町長：入江嘉則（2016年＜平成28年＞12月5日就任、3期目[7]）（1961年＜昭和36年＞生まれ　無所属　前：神石高原町総務課長）
2024年11月24日、自民党・公明党推薦で出馬した町長選挙の投開票が行われ、3選を果たした[7]。
- 副町長：瀬尾浩康（2024年12月22日 - 、任期4年）[8] 前・神石高原町総務課長[8]
- 教育長：政宗賢治（2023年4月1日（新任、任期1年）[9] / 2024年4月1日（再任） - 、任期3年[10]）
- 神石高原町役場／油木支所／神石支所／豊松支所
- 福山北警察署 油木交番／小畠駐在所／豊松駐在所／福永駐在所／神龍駐在所
- 福山地区消防組合 深安消防署安田出張所
- 広島北部森林管理署 神石高原三和森林事務所
- 神石高原町立病院

※広島県立広島牛改良センターは2008年（平成20年）4月1日より神石高原町に移管され、「農事組合法人神石高原和牛の里」が指定管理者となり、運営を継続している。

## 議会

### 神石高原町議会
- 定数：10人
- 任期：2020年12月5日 - 2024年12月4日[11]
- 議長：橋本輝久（2024年12月6日 - ）再選[12]
- 副議長：寄定秀幸（2024年12月6日 - ）再選[12]

## 財政

### 2006年度（平成18年度）
- 財政力指数 0.21 広島県市町村平均 0.58
- 経常収支比率 94.1% 広島県市町村平均93.5%
- 標準財政規模 66億4600万円
- 一般会計歳入 110億6400万円
- 一般会計歳出 107億6800万円
- 人口一人あたりの人件費物件費等決算額　24万7009円 広島県市町村平均 12万4319円 歳出が過剰
- 人口1000人当たり職員数 16.34人 広島県市町村平均 8.32人 職員数が過剰
  - 2006年（平成18年） - 2010年（平成22年）の5年間で39人（17.3%）の削減に努める
- ラスパイレス指数 93.8 全国町村平均 93.9
- 人口一人あたり地方債現在高 166万0178円 （普通会計分のみ）
- 実質公債費比率 21.0% 広島県市町村平均 18.1% 18%を超えているため起債には許可が必要

地方債等の残高
- 1普通会計分の地方債現在高 196億1200万円
- 2特別会計分の地方債（企業債）残高 39億1500万円
  - 内訳　農業集落排水事業分 22億3900万円 簡易水道事業分 16億7600万円
- 3関係する一部事務組合分の債務 15億8900万円 （負担金割合 5.2%）

地方債の残高 235億2700万円
- 神石高原町民一人当たりの地方債残高 199万1619円 （普通会計分＋特別会計分）

## 交通

### 鉄道
町内に鉄道はない（過去に存在したこともない）。
町の最寄り駅は西日本旅客鉄道（JR西日本）芸備線東城駅。町への路線バスが発着している駅は福山駅もしくは東城駅。ほかに福塩線上下駅や伯備線備中高梁駅などが町に比較的近い。

### 路線バス
- 中国バス[13] - 隣接する福山市・庄原市旧東城町域への路線を運行する。
  - 福山駅前 - 広尾 - 東城別 - 姫谷 - 道の駅さんわ182ステーション - 上井関 - 油木
  - 油木 - 神石高原町立病院 - 小畠局前 - 高蓋
  - 油木 - 東城駅
- 神石高原町町営バス[14] - 神石〜油木線と油木〜豊松線の町内路線2路線を運行。
  - （犬瀬 - ）神石支所前 - 呉ヶ峠 - 牧 - 油木高校 - 油木
  - 油木高校 - 油木 - 八鳥 - 豊松ひとやすみ

### 道路

#### 高速道路
町内にはいかなる形態の高速道路も通っていない。
最寄りのインターチェンジは、中国自動車道 東城IC（北へ約29km）、山陽自動車道 福山東IC（南へ約30km）。
- 福山東IC（山陽自動車道） - 国道182号 - 神石高原町 - 国道182号 - 東城IC（中国自動車道）
  - 山陽自動車道 神戸JCT・倉敷JCT（瀬戸中央自動車道）方面 - 福山東IC - 広島JCT・山口JCT方面
  - 中国自動車道 神戸JCT・落合JCT（米子自動車道）方面 - 東城IC - 三次東JCT（三次東IC / 松江自動車道 / 尾道自動車道）・山口JCT方面

#### 一般国道
- 国道182号
  - 岡山県新見市 - 広島県庄原市東城町（中国自動車道 東城IC） - 神石高原町（新免 - 油木 - 安田 - 近田 - 井関 - 坂瀬川） - 福山市加茂町 - 福山市神辺町 - 福山市（山陽自動車道 福山東IC）
  - 道の駅さんわ182ステーション（坂瀬川）がある
- 国道314号（町内の全区間が国道182号と重複）
  - 福山市 - 神石高原町 - 庄原市東城町 - 庄原市西城町 - 奥出雲町 - 雲南市

上記2路線は町内全区間を含む福山市から旧東城町の間が重用区間であり、実質的には町内の国道は1本のみ。坂瀬川、新開、上井関、森増、小吹、安田、油木、今保、手入の各集落をバイパスして縦走する。

#### 主要地方道
- 岡山県道・広島県道9号芳井油木線（旧油木町安田付近R182～上豊松～花済～岡山県高梁市川上町まで。県道106号重複部分と花済付近以外は整備は殆ど進んでいない）
- 広島県道21号加茂油木線（福山市加茂町～旧油木町近田付近木割谷小吹線に繋がる県道。素堀トンネルで猿鳴峡を通る。西日本随一の難路として有名）
- 広島県道25号三原東城線 （府中市上下町～呉ヶ峠～庄原市東城町。路線バスあり。概ね整備済みだが、歩道の無い区間が多し）
  - 三原市 - 世羅町 - 府中市上下町 - 神石高原町（田頭 - 牧 - 福永 呉ヶ峠 - 高光 - 相渡 - 永野） - 庄原市東城町
- 広島県道26号新市七曲西城線（福山～東城の西廻り路線。大型車通行困難指定だが大型路線バスを運行。府中市上下町にはみ出す区間がある）
- 広島県道27号吉舎油木線（府中市上下町～小畠～旧油木町安田付近R182に繋がる。路線バスあり。概ね整備済みだが安田トンネルが大型車通行の障害）
  - 三次市吉舎町 - 三次市甲奴町 - 府中市上下町 - 神石高原町（階見 - 高蓋 - 上 - 小畠 - 安田）

#### 一般県道
- 広島県道104号坂瀬川芳井線（道の駅さんわ182付近R182～矢川～加茂油木線に繋がる。大部分が未整備で大型車通行不可。福山市側には路線バスがある）
- 広島県道105号前原谷仙養線（奈良備中線～下豊松～木割谷小吹線に繋がる。下豊松周辺は驚くほど整備されているが、全体としては未整備区間が多い）
- 広島県道106号布賀油木線（旧油木町安田付近R182～岡山県高梁市備中町平川に繋がる。下豊松周辺を中心に概ね全線整備は完了している）
- 広島県道107号奈良備中線（旧油木町手入付近R182から成羽川沿いに下る。新成羽川ダム施工時に付替えられたと思われる道幅は1.5車線程度。落石多し）
- 広島県道259号帝釈峡井関線（旧三和町井関交差点R182～小畠～牧油木線～旧神石町犬瀬に繋がる県道。井関～小畠以外は全て未整備で大型車通行不可）
- 広島県道400号藤尾井関線 （旧三和町井関～藤尾ダム～新市七曲西城線に繋がる。重山国有林を縦走し町内区間沿線に民家は皆無で、事実上は林業用作業道）
- 広島県道411号木割谷小吹線（旧油木町小吹付近R182～前原谷仙養線に繋がる。未整備区間があり大型車の通行は困難。周辺の町道や農道が生活道路となる）
- 広島県道412号牧油木線（旧神石町牧付近三原東城線～油木地区に繋がる。路線バスあり。急峻な場所が多いが整備は休止状態）
- 広島県道414号高光総領線（旧神石町呉ヶ峠付近の三原東城線～庄原市総領町へ繋がる。整備は進みつつあるが全線整備は物理的に困難）
- 広島県道415号草木高光線（旧神石町の町道だったものが1975年県道に昇格、以後整備は止まってしまった。町道時代に1.5車線にした区間以外は殆ど未整備）
- 広島県道416号三和油木線（旧三和町高蓋～旧油木町安田付近R182に繋がる。中間の阿下地区は非常に良く整備されているが未整備区間も多い）
- 広島県道417号小畠荒谷線（旧三和町小畠～新市七曲西城線～府中市荒谷町に繋がる。マイナーな路線の割には町内の整備は進んでいる）
- 広島県道418号井関加茂線（旧三和町井関交差点R182～坂瀬川芳井線に繋がる。加茂油木線に並ぶ酷道で、曲線半径2mのカーブは乗用車ですら通行困難）
- 広島県道419号坂瀬川駅家線（旧三和町坂瀬川付近R182～服部大池付近を通る。平地以外の山岳路は甚だ未整備で昼でも薄暗い。町内区間は僅かな距離）
- 広島県道423号原谷神石線 （庄原市総領町付近R432～新市七曲西城線に繋がる。起点～見後地区までは非常に良く整備。最後の3kmほどが未整備）
- 広島県道451号三坂手入線（旧油木町手入付近R182～新免～庄原市東城町三坂付近で三原東城線に繋がる。一部未整備で付近の農道が生活道路になっている）
- 広島県道452号帝釈未渡相渡線（三原東城線～帝釈峡スコラ～庄原市東城町帝釈地区に繋がる。1996年＜平成8年＞林道から県道に昇格。勾配が急で積雪時は通行困難）

広島県の県道一覧

#### おもな農道、林道、町道
「道路法」によって建設される国道・県道とは別に「土地改良法」および「森林法」の規定に基づいて設置される農道・林道によって建設された道路が多数
あり、町内の建設業者を潤してきた。幅員は5~8mとさまざまで県道よりも立派な農道などもある。名称は主に建設時に使用した補助金事業の項目によって決まるものと思われる。広域農道関連はウルグアイラウンド農業合意関連対策の一環として整備されたため大きな予算が付き、難工事を克服した。
- 神石地区広域営農団地農道（旧油木町～旧神石町　「もみじ街道」という石標が立っている。主な構造物は福桝川大橋、たれかやトンネル。冬は凍結注意）
- 神石地区広域営農団地農道（旧油木町安田～旧豊松村　「ふれあいロード」と呼ばれている。仙養ヶ原を挟むような形で整備。高原らしい風景が楽しめる）
- 神石地区広域営農団地農道（旧油木町宗兼～旧豊松村　「ふれあいロード」と呼ばれている。終点付近に「山ゆりの里」への入り口がある）
- 永野地区・見内地区一般農道（旧神石町新築～県道259号帝釈峡井関線に向けて2車線で整備していたが、現在は中断している）
- 過疎基幹農道（国道182号田川瀬トンネル～旧油木町藤野呂地区に続く農道。国道との取付は橋でトンネル上部を跨ぐ珍しいもの、急勾配でカーブが多い）
- 広域基幹林道大辺安田線（2009年＜平成21年＞4月全通　旧油木町安田森林組合舎屋前国道182～林道星居山線。全長14.5 km。有効幅員4～5m）
- 広域基幹林道牧黒目線（旧神石町牧～庄原市総領町黒目　幅員6mの1.5車線。奥山国有林を縦走する全線舗装の豪華な林道。事業見直しで短縮竣工した）
- ふるさと林道河内高野線 （旧油木町小野～庄原市東城町　2車線完全舗装の豪華な林道）
- 町道法曹線（旧豊松村有木油屋～法曹地区を繋ぐ道。電源立地地域対策交付金事業で村道として施工された）
- 町道油木豊松線（2車線。改良が進まない県道9号芳井油木線に代わる油木-豊松の幹線として町で整備。途中石灰岩地帯がある）
- 町道本郷線～町道仁後線（改良中、2車線。神石地区広域営農団地農道と連携して油木-庄原間を結ぼうという構想で整備。三原東城線との交差点は未整備）
- 町道時安線 （2車線。民間のリゾート開発を支援するために企画されたが、その後衰退し巨大な道路だけが残った。沿線には廃墟が目立つ）
- 町道光信木津和線（2車線。同じくリゾート関連で企画されたが、こちらは旧神石町域～町役場～福山市を結ぶ事実上の幹線道路として活躍している）
- 林道長宇根線～林道東山方線～永野農道（永野地区への大型車アクセスのための道路。神石地区広域農道～県道259号帝釈峡井関線）

### 自然歩道
中国自然歩道南北ルート（町内では「山野峡帝釈峡ルート」が縦走している。この一部が帝釈川ダムの堤頂を通る）

## 教育

### 小学校
公立
- 神石高原町立三和小学校 - 2011年（平成23年）4月新設
- 神石高原町立来見小学校
- 神石高原町立神石小学校
- 神石高原町立油木小学校
- 神石高原町立豊松小学校

私立
- 神石インターナショナルスクール - 学校教育法で定める一条校としては日本で初めての全寮制小学校として2020年4月開校[16]

### 中学校
- 神石高原町立神石高原中学校
- 神石高原町立三和中学校

### 高等学校

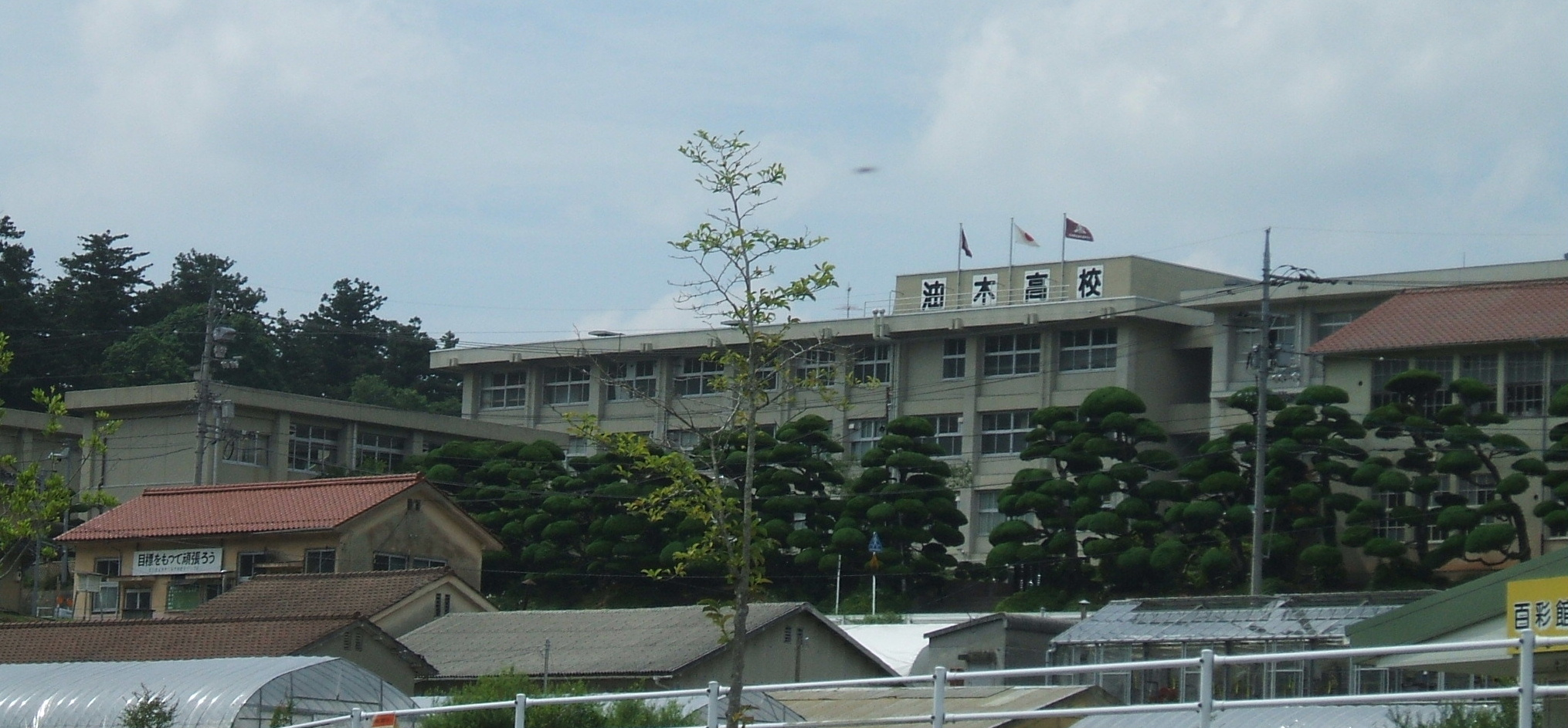
油木高等学校

- 広島県立油木高等学校

## 産業
- 農業（トマト、米作、こんにゃく、ぶどう、えごま ほか）
- 畜産業（神石牛、養豚、養鶏 ほか）
- 鉱業（カルファイン 金平工場、神石砕石）
- 繊維業（カイハラ 三和工場 ほか）
- 水力発電（中国電力新帝釈川発電所）
- 廃棄物処理業（岡山産興 福山工場、神石砕石）
- 林業（神石郡森林組合 ほか）
- 建築業（一条工務店 三和工場 ほか）
- 製造業（トラスト神石、神陽工作所、大阪精工 油木工場）

## 名所・旧跡・観光・特色
- 町域の北部は、庄原市帝釈地区から続く比婆道後帝釈国定公園に区域に含まれる部分がある。
- 帝釈川ダムは1924年（大正13年）完成で堤体の老朽化のために神龍湖は低水位の状態が続いていたが、2006年（平成18年）6月、越流式洪水吐を装備するなどのリフレッシュ工事が完了したことで往年の満水状態（クロスゲート水位）が可能になった。
- 星居山森林公園（阿下地区　ハイキングロード、多目的グランド、迷路、グラススキー、キャンプ場、ログハウスなどがある）
  - 星居山（国有林第103林班5小班　標高835m　展望台あり　まれに伯耆大山や瀬戸内海も望める。645年＜皇極天皇4年・大化元年＞に起きたこの地への流星群を見物に孝徳天皇が数日行幸滞在し、命名したといわれている）
- 米見山（下豊松地区・とよまつ紙ヒコーキタワーが建設され、毎年紙ヒコーキの滞空時間を競う大会が開かれる 満天の星は絶景である）12～2月は営業休止
- 塚ヶ峠（永野地区・見事な雲海と稀に伯耆大山を見渡せる）
- 堂面洞窟遺跡（上豊松地区・広島大学の発掘によって10体もの縄文人の骨が発見された洞窟。発掘作業は終了している）
- 観音堂岩陰遺跡（永野地区・広島大学によって発掘。2万年前の人骨が発見されたと話題になったが、後に鹿の骨との説が有力になる）
- 光信寺の湯 ゆっくら（光信地区　自然の中のスーパー銭湯）
  - 秀嶺山光信寺（神楽共演会（1月）、レゲエコンサート（6月）、薪能（8月）などの恒例イベント。住職なし）
- 神石高原ホテル（時安地区　リゾートホテル 2021年閉館）
- 道の駅さんわ182ステーション（坂瀬川地区　ドライブ休息所　特産品販売　オストメイト対応トイレあり）
  - 森林公園きのこの森（R182に隣接しているが管理者不詳　ハーブ花壇　子供用遊具　フィールドアスレチック）
- 油木百彩館（油木地区　特産品販売。毎月最終日曜日にイベントが開催される、2022年9月30日で閉館[17]）
- スコラ高原（相渡地区　神石コスモドーム（60×50mの多目的ホール）・体育施設・キャンプ場・神石牛レストラン・宿泊施設・入浴施設）
  - ハーブ館おもちゃかぼちゃ（ハーブ栽培・ハーブレストラン）
- 仙養ヶ原ゴルフクラブ （近田地区　ゴルフ場、ジンギスカン鍋）
- 仙養ヶ原ふれあいの里（上豊松地区 芝生広場、グラウンドゴルフ場、天文台、キャンプ場、ログハウスなど）
  - まきばの夢工房（陶芸、紙漉きなどの体験学習）
- 三輪酒造 （1716年＜享保元年＞創業の造り酒屋。銘柄は「神雷（しんらい）」伊能忠敬の休息所跡がある）

## 通信

### 行政情報システムとブロードバンド環境
町内向けの行政情報は現在旧行政区域で用いられてきた方式を継続しており、市町村防災行政無線（アナログ式）、有線放送電話、オフトーク通信で行われているが、将来は市町村防災行政無線（デジタル式）に統一されることが2005年（平成17年）の諮問委員会の町長答申により一度は決定したが、その後の調査で地形による無線伝播の困難さ、建設費用捻出の難しさということから、2008年（平成16年）に頓挫した。
神石高原町のオフィシャルサイト（発足時の製作は JAPRO 2009年＜平成21年＞11月に全面改装）は旧油木町が中心になって設立された活性化情報センターによって運営されていた。この施設は、1999年度（平成11年度）の郵政省自治体ネットワーク施設整備事業によって建設され、ISDN回線をベースにテレビ会議システム（公共施設向け）やデータオフトーク（一般家庭向け）を導入するべく企画された。しかしADSL商品化以後のNTTの大幅な方針転換によって十分なサポートが受けられなくなり、ネットワーク整備事業の継続が困難になってきて頓挫した。結局一度も本来の機能を果たすことなく、発信設備及び町内各所に設置された端末機材は不用品と化した。この事業の最終的な損失額も明らかにされず、しかもそのことを誰も問題にしない、という情報システムへの無関心ぶりがこの自治体の現状を示している。
現在は、地域イントラによる専用光回線で接続された一部の端末では議会中継を行なわれているが、一般回線で視聴することはできない。
2003年度（平成15年度）には、「総務省情報通信格差是正事業」の補助金を受け地域イントラネットが完成して官庁レベルでのブロードバンド化は果たせたが、民間は相変わらずの情報格差に喘いでおり、従量制ISDNさえ通じない地域もあり、経済活動にも深刻な支障をきたすようになってきた。
2006年（平成14年）3月、自治体（神石高原町）が通信業者（NTT西日本）に直接補助金を支払うという形で、悲願であった町内全収容局域でADSL化が実現したが、時代の趨勢は光通信である。ADSLという過去の技術に補助事業を行ったことに関して、神石高原町は広島県から指導を受けることになる。
しかし、なぜここまで追い詰められるまでブロードバンド化が果たせなかったのか、原因として先の郵政省補助金事業が足かせとなったことは否めず、ハコモノ感覚で情報化事業に手を出すことへの危険性が浮き彫りになった。また、当時の議会にブロードバンドについて正しく認識している議員が不在で、数億円もの無駄な予算案を素通りさせてしまったのも問題であった。
2008年（平成16年）4月、活性化情報センターは無人化され、単なるサーバー収容倉庫となった。
同年10月、テレビ会議システムに関する総務省の補助事業は会計検査院から指摘を受けた。
2011年（平成23年）4月、神石高原町が設置するケーブルテレビ施設「神石高原かがやきネット」により、行政告知放送と町内全域をカバーする高速インターネットサービスが開始された。

### 電話
神石高原町の市外局番は2006年（平成18年）2月18日、08478から0847（市内局番は80～99）に変更された（80、81、90～99は変更時に追加された市内局番）。

但し、同じMA（Message Area 市内料金が適用される地域）の庄原市東城町地域への通話は、同地域の市外局番0847への変更が未実施のため、同地域の市外局番 (08477) が必要である。

同じ市外局番の府中MA、甲山MAへは通話エリアが異なるため、市外局番 (0847) が必要である。
- 東城MAに該当する地域
  - 庄原市（東城地域）、市外局番08477（市内局番は2～9）
  - 神石高原町、市外局番0847（市内局番は80～99）
- 府中MAに該当する地域
  - 福山市（新市地域）・府中市・三次市（甲奴地域）、市外局番0847（市内局番は40～69）
- 甲山MAに該当する地域
  - 三原市（大和・久井地域）・世羅町、市外局番0847（市内局番は20～39）

### 郵便
神石高原町の郵便番号は2006年（平成18年）10月16日に再編が行われ、以下の通りとなった。
- 小畠郵便局：720-15xx、720-14xx、720-16xx
- 油木郵便局：720-18xx、720-19xx、720-17xx
- 神石郵便局：729-35xx、729-36xx
  - なお、再編以前は720-14xx地区は高蓋、720-16xx地区は井関、720-17xx地区は豊松、720-19xx地区は新坂、729-35xx地区は永野の各郵便局が集配業務を取り扱っていた。

## 出身著名人
- 丹下大（SHIFT創業者・社長）
- 翁孝文（倉敷紡績取締役、倉敷国際ホテル社長）
- 福本ヒデ（タレント、社会風刺コント集団「ザ・ニュースペーパー」メンバー、神石高原町観光大使）[20]
- 森田福市（貴族院多額納税者議員、衆議院議員、旧牧村出身）
- 丸山秀治（出入国在留管理庁長官）
- 下原理（競馬騎手、兵庫県競馬組合所属、旧三和町出身）